# 김성우 (1993년)
김성우(한국 한자: 金成祐, 1993년 6월 30일 ~ )는 대한민국의 축구 선수로, 포지션은 미드필더이다.

## 기타
김학범 감독의 아들이다.